# 村屋坐弥冨都比売神社
村屋坐弥冨都比売神社（むらやにいますみふつひめじんじゃ）は、奈良県磯城郡田原本町にある神社である。式内大社で、旧社格は県社。大和三道の一つ「中つ道」（橘街道）に面して鎮座している。
三穂津姫命（別名 弥富都比売神）を主祭神とし、大物主命を配祀する。三穂津姫命は大国主命の后神であり、記紀神話では大物主と大国主は同神としている。大物主命は大神神社の祭神であり、その后神を祀る当社はその別宮とされる。

## 歴史

### 概史
創立の年代は不詳である。天武天皇元年（673年）の壬申の乱のとき、村屋神が大海人皇子方の大伴吹負に「敵が来るので中つ道を防げ」と神託をした功績により神階が授与されたとの記述が『日本書紀』にある。神階の授与の記事はこれが初出である。大倭国正税帳（正倉院文書）や新抄格勅符抄の記載によると度々朝廷から神封の寄進があった。延喜式神名帳では大社に列しており、月次・相嘗・新嘗の奉幣に預ると記されている。
昭和2年（1926年）に県社に昇格した。

### 神階
- 天安3年（859年）1月27日、従五位下より従五位上（『日本三代実録』）- 表記は「村屋祢富都比売神」

## 境内

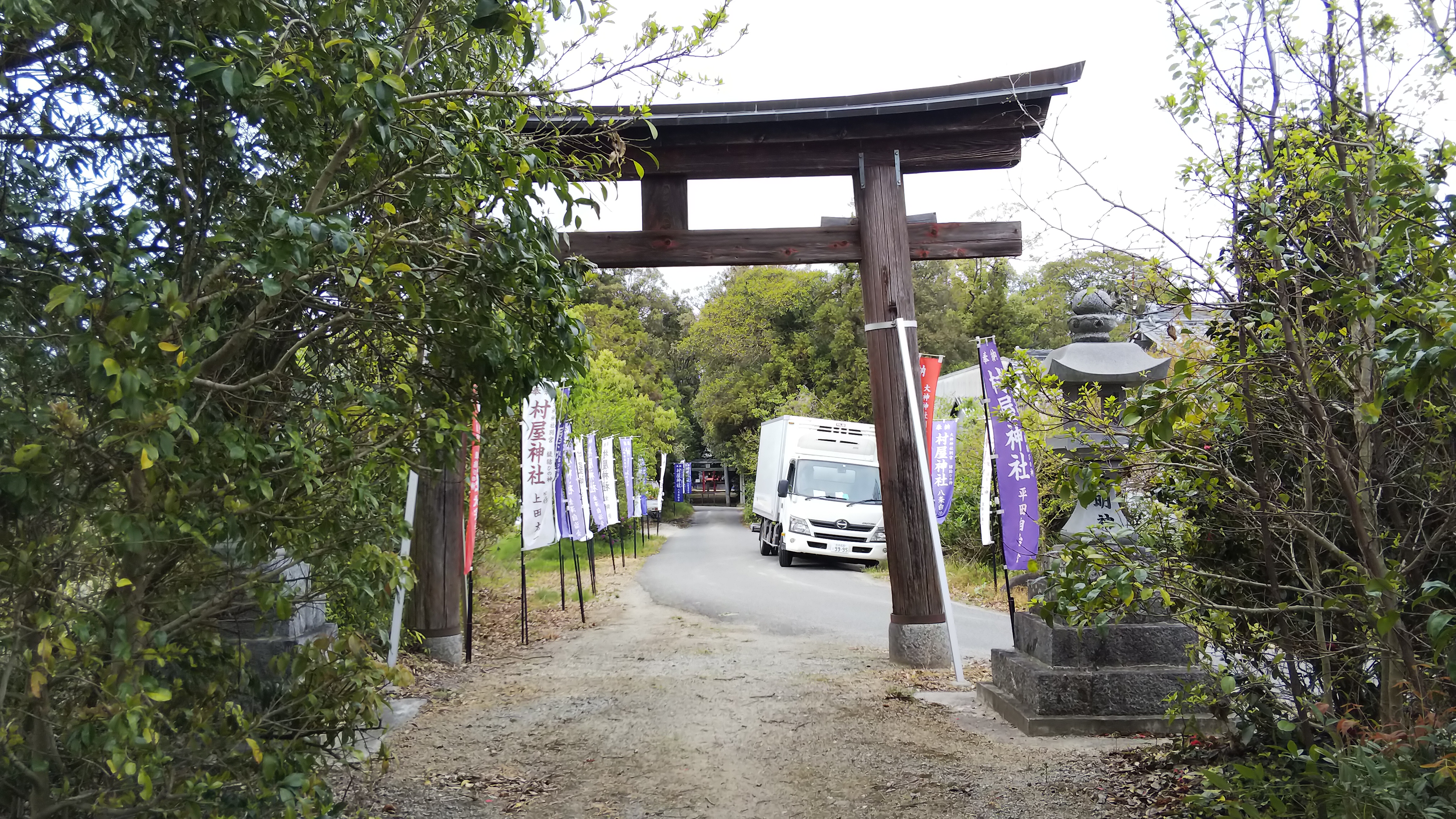
一の鳥居
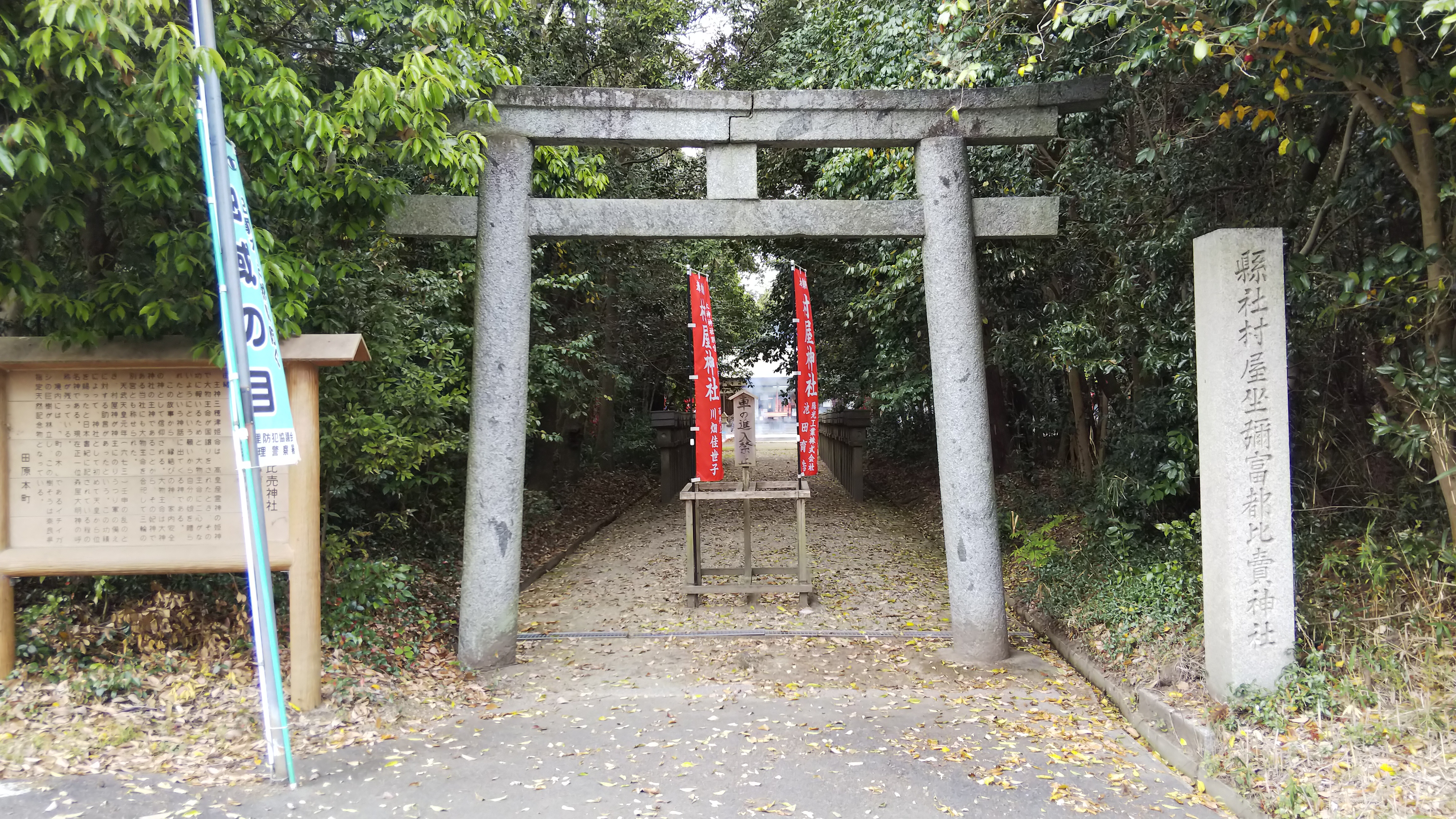
二の鳥居
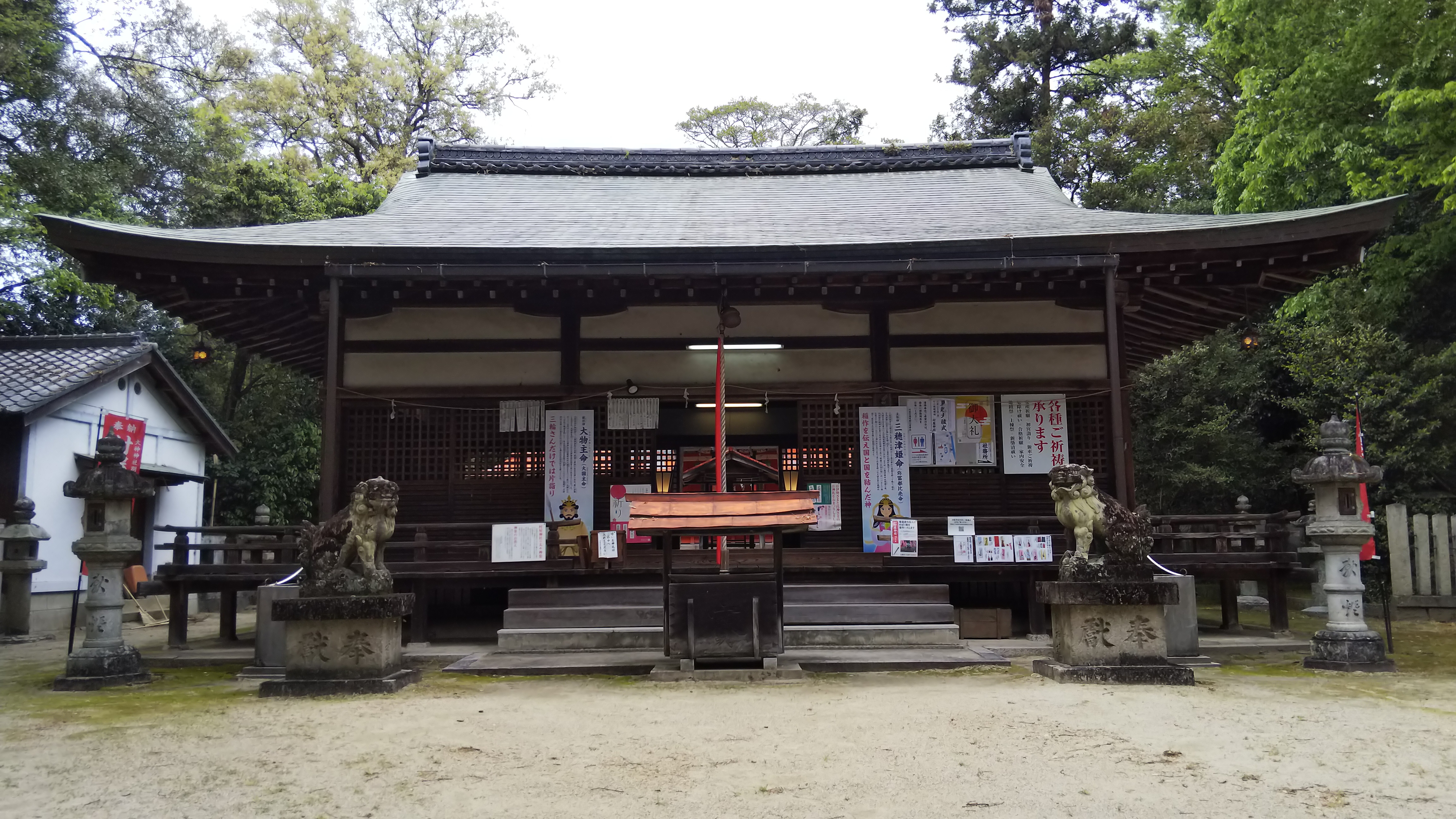
拝殿

## 境内社
摂社 村屋神社（むらやじんじゃ）
式内社。祭神 天津屋根命・経津主神・比咩大神・武甕槌神・大伴健持大連・室屋大連
元は現在地の東の川辺、字宮ノ山に鎮座していたが、天正12年に兵火にかかり、当社境内に遷座した。
末社 服部神社（はっとりじんじゃ）
式内社。祭神 天之御中主命、天之御鉾命
元は大字大安寺カキノモリに鎮座していたが、南北朝時代に兵火にかかり、天正元年（1573年）に当社境内に遷座した。
摂社 久須須美神社（若宮恵比須神社）（くすすみじんじゃ）
式内社。祭神 天之久之比命・事代主命
元は現在地の東の川辺、恵比須山に鎮座していたが、慶応2年に当社境内に遷座した。
末社 市杵嶋姫神社（いちきしまひめじんじゃ）・物部神社（もののべじんじゃ）
祭神 炊屋姫命・宇麻志摩遲命、配祀 物部守屋連。由緒は不詳で、社家・守屋家の祖神を祀ったものという。

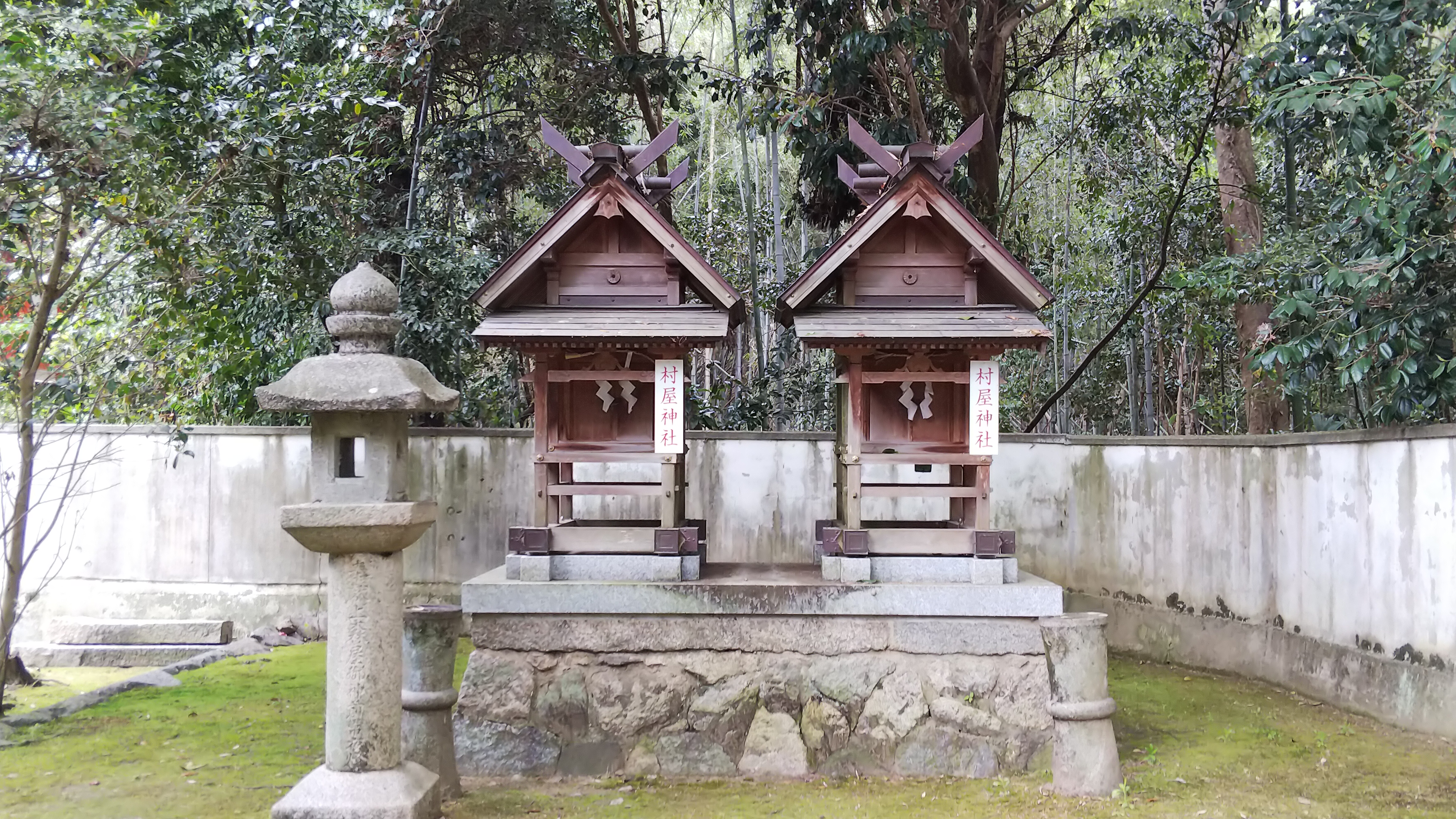
村屋神社
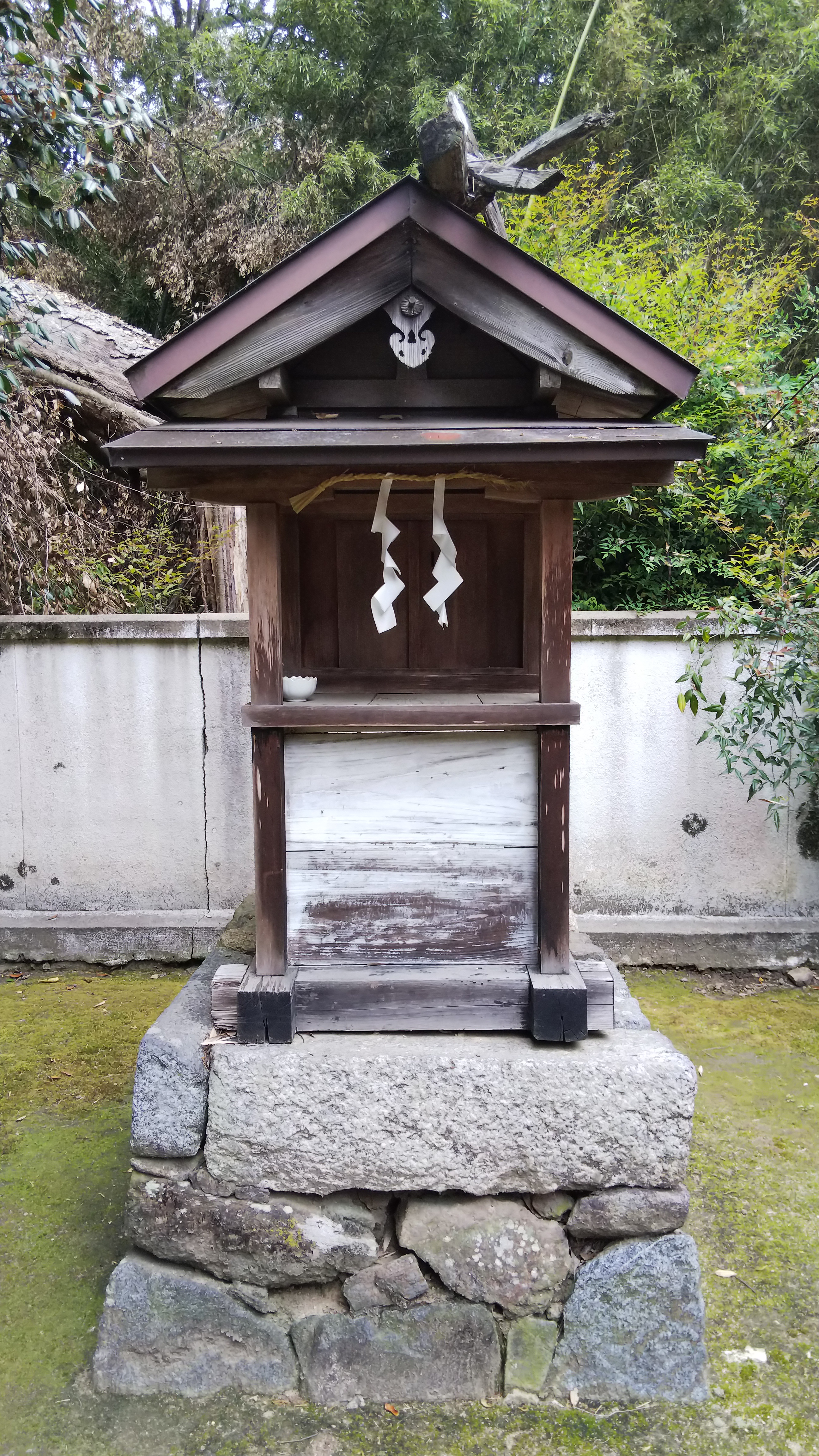
服部神社
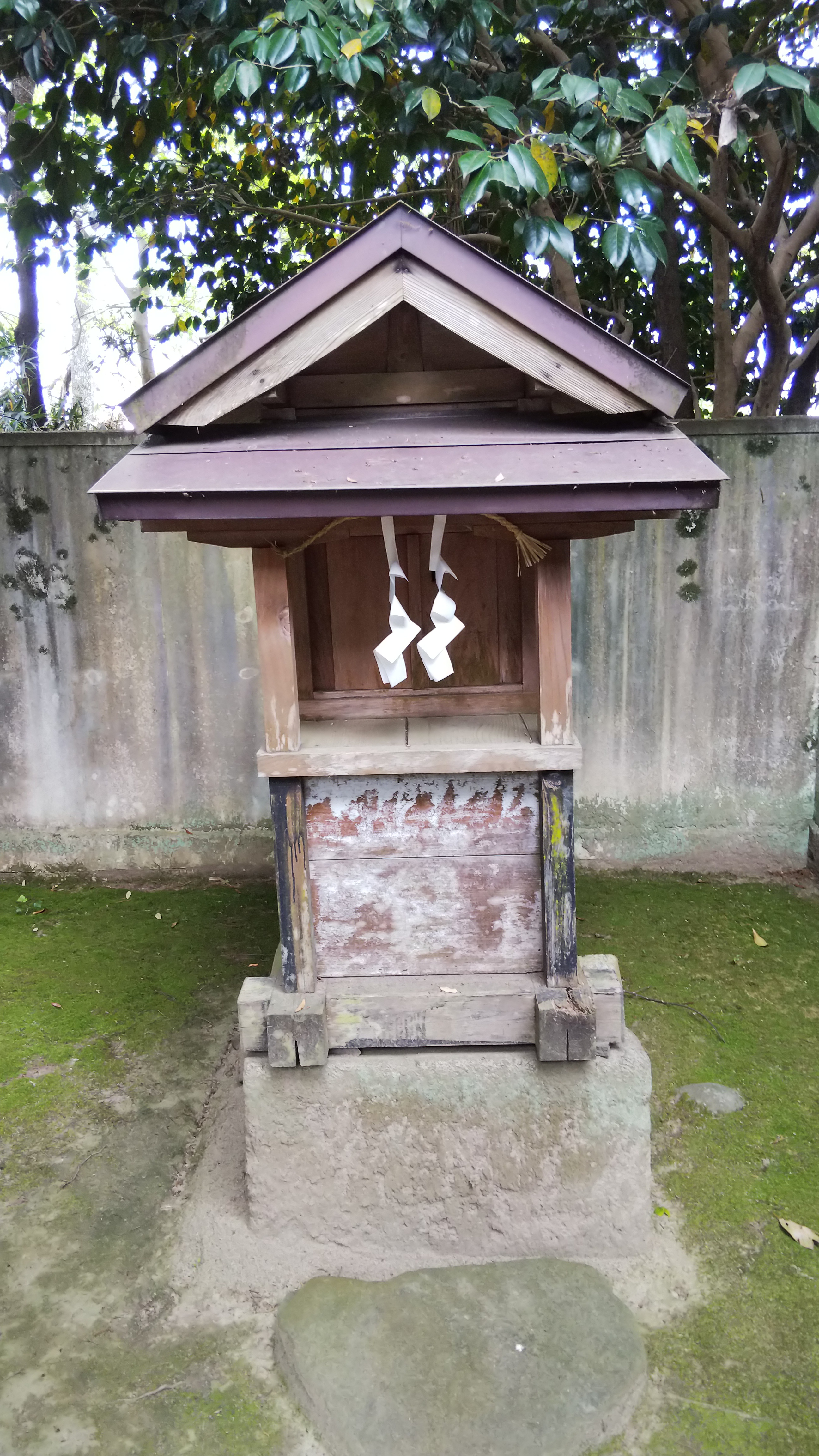
久須須美神社（若宮恵比須神社）
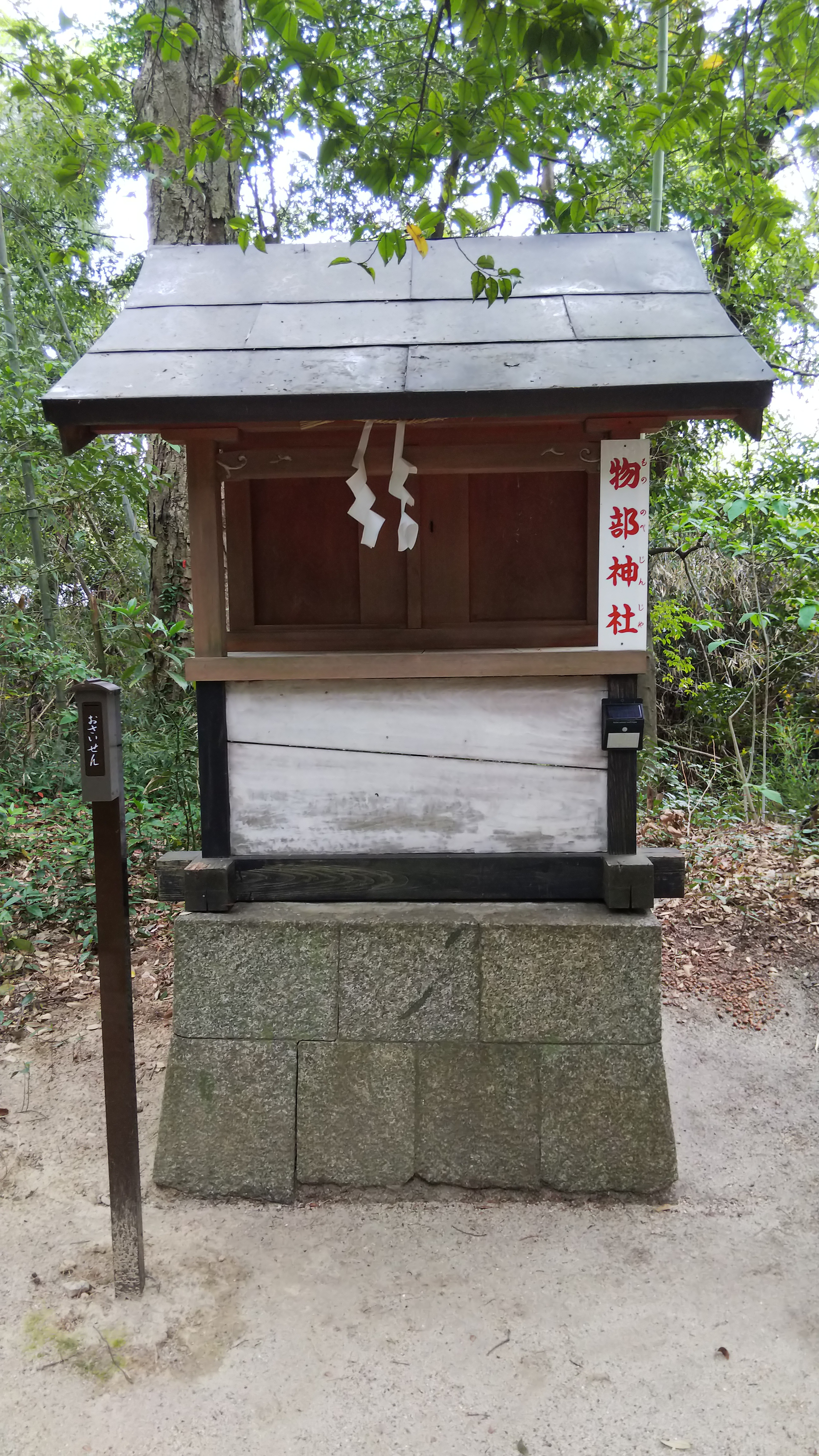
物部神社（市杵嶋姫神社）

## 交通アクセス
- JR西日本桜井線巻向駅から西へ徒歩30分
- 近鉄橿原線田原本駅から東へ徒歩40分